# Orobanche hirtiflora
Orobanche hirtiflora là loài thực vật có hoa thuộc họ Cỏ chổi. Loài này được Burkill mô tả khoa học đầu tiên.